# Hunsteins non
Hunsteins non (Lonchura hunsteini) is een zangvogel uit de familie van de prachtvinken (Estrildidae).
De wetenschappelijke naam van de soort werd in 1886 gepubliceerd door Otto Finsch. Finsch ontdekte de vogel op Nieuw-Ierland in de Bismarck-archipel en noemde de soort naar Carl Hunstein, een Duitse ornitholoog die meerdere nieuwe soorten had ontdekt op Nieuw-Guinea (toenmalige Duits Nieuw-Guinea).

## Verspreiding en leefgebied
Deze soort is endemisch op het eiland Nieuw-Ierland (Bismarck-archipel, een groep eilanden ten noordoosten van en behorend tot Papoea-Nieuw-Guinea).